# 真和中学校・高等学校
真和中学校・高等学校（しんわちゅうがっこう・こうとうがっこう）は、熊本県熊本市中央区九品寺三丁目にある私立中学校・高等学校。

## 概要
仏教による人間教育を基礎にして、大学進学を目指す生徒に6年間の中高一貫教育を実施するが、高校課程からの生徒も受け入れる。創立当初から理系、特に、医学部及び歯学部、薬学部に進学を志望する生徒が多い。
同じく鎮西学園に属する鎮西高等学校と校舎、施設を共用している。
現在はほとんど校舎が分けられており、一部の特別教室のみ共用している。

## 沿革
- 1888年（明治21年） - 浄土宗鎮西支校として福岡県久留米市善導寺町に開校
- 1901年（明治34年） - 熊本県熊本市の鎮西学園現在地へ移転
- 1960年（昭和35年） - 1月、鎮西学園内に真和中学校設立認可。鎮西高等学校西側教室の一部に仮校舎を設ける。4月、中学校開校式・入学式挙行（80人に入学許可）。
- 1962年（昭和37年） - 1月、鉄筋4階建て新校舎落成。4月、真和中学校寮移転。7月、高松宮宣仁親王が視察。
- 1963年（昭和38年） - 1月、真和高等学校設立認可。4月、開校式。12月、真和中学・高等学校校歌制定発表会。
- 1966年（昭和41年） - 真和高等学校第1回卒業式（卒業生92人）。
- 1970年（昭和45年） - 中高とも男女共学となる
- 1971年（昭和46年） - 四恩塔（観世音菩薩像）開眼式。
- 1987年（昭和62年） - 真和高等学校に理数科設置。
- 1988年（昭和63年） - 学園創立100周年記念式典。四恩館完成。
- 1997年（平成9年） - 真和中学校女子寮（鉄筋4階建て）新築落成。
- 2000年（平成12年） - 真和創立40周年記念式典。12月、男子寮（地下1階、地上5階）新築落成。
- 2010年（平成22年） - 真和創立50周年記念式典（文化祭の特別行事や県立劇場での講演会など）
- 2017年（平成29年） - 4月、新校舎落成。

## 校名の由来
「世間虚仮 唯仏是真（世間は虚仮にして 唯仏のみ是れ真なり） 以和為貴（和を以って貴しと為す）」という聖徳太子の言葉が由来である。

## 教育
仏教（浄土宗）をその教えの礎とし、勉学だけではなく精神も共に成長させることを目標にしている。
 『「誠・信・望」のもとに、明朗にして「和」を重んじる豊かな人間性と、進んで「真」を追求する向学心とをあわせ持ち、将来、社会の指導者となるべき人材を育成すること』を建学の精神としている。（真和中高等学校のサイトより抜粋）
校訓
- 誠 誠実をもって一貫すること
- 信 信念を養い明朗なること
- 望 希望を持ち努力すること

朝の合掌
HRの際にクラス全員での合掌を行う。緊急時以外は毎日行われ、原則として合掌をせずして授業に入ることはない。
宗教の時間
中学・高校を問わず週に1回は宗教の時間があり、仏教の成り立ち（釈迦の誕生から法然の一生まで）を学ぶというのが一般的だが時間割の関係上クラスにより2週間に1回程度のクラスも多数ある。法然の命日は休日になり、お盆の時期には校長の講話がある。四恩塔という観音像が校舎の前にあり、生徒には一礼するよう指導したり、教室に観音像の写真があったりする以外は一般的な高校と変わりない。
中学校での卒業証書授与式
中高一貫教育校のため、旧来は中学校での卒業証書授与式は行われていなかったが、近年では他校への転校および進学等の兼ね合いなどもあり、中学校課程の終了時点で1度卒業式を行う。だが、基本的には真和中学からは必ず真和高校へ入学しなければならず、真和中学出身の生徒はその際に試験はない。また、中学1年から高校3年まで1年ごとに特待生の発表があり、成績良好な者は特待生として進学することになる（授業料・施設料の両方が無料となる特待Aと、授業料のみ無料となる特待Bの2種類があり、毎年該当者は数名程度である）。

## 施設
屋内温水プールを完備（鎮西高校と共同）しており、食堂もある。

### 学生寮
遠方より入学する生徒のために、中高男子寮（80名収容）・中学女子寮・高校女子寮（中高合わせて80名収容）がある。入寮に際しては、各人の学習机、ロッカー、ベッド等を完備しているため、寝具、身の回り品・学習用具を準備するだけで入寮できる。
高校3年生は一人部屋。

## 学校行事

### 宿泊研修
近年は目的地も多様化しているが、宗教系学校として宿泊研修がある。
善導寺研修
対象は中学2年生。福岡県久留米市にある浄土宗大本山の善導寺で宿泊研修を行う。内容は一枚起請文、清掃、礼拝（らいはい）と説教を聴くことが主な目的となる。

### 修学旅行
中学修学旅行
対象は中学3年生。目的地は北海道が多い。北海道の農家にファームステイしたり、札幌や小樽での自由行動などが主体。2006年度（平成18年度）からスノボー研修も行っている。
総本山知恩院研修
対象は高校1年生。京都府にある浄土宗の総本山での研修を行う。この研修は2時間ほどの説教などで終了する。総本山知恩院研修→スキーまたはスノボー研修→東京ディズニーリゾートが一般的である（過去の事例より）。

## 部活動
体育系
- 軟式野球部（九州地区高校軟式野球大会優勝）硬式野球部（熊本県秋季大会ベスト１６）

- ベースボール愛好会・卓球部・テニス部・空手部・弓道部・サッカー部・ハンドボール部・バスケットボール部・女子新体操部・陸上部・バドミントン部

文化系
- オーケストラ部（高文連 管弦楽・器楽部門金賞）
- 生物部（九州高校理科研究発表大会優秀賞）
- 写真部（総文祭全国大会優秀賞）
- クイズ研究部・宗教部・文芸部・コーラス部・演劇部・学園吹奏楽部・囲碁将棋同好会・ESS同好会・イラスト同好会（熊日新聞賞受賞）・化学部・物理部・数学部・オペラ研究会

## 著名な出身者

### 研究
- 永島広紀（朝鮮史学）
- 赤池孝章（日本細菌学会第56代理事長）13期

### 文化
- 森本梢子（漫画家）13期
- 棚橋俊夫（精進料理人）
- 下川諒（挫・人間/バンド）

### 芸能
- 村上啓介（音楽プロデューサー、作曲家、編曲家、ギタリスト）
- 赤池優（声楽家、オペラ歌手、ファッションモデル）27期
- 澤村翔子（本名 田中展子）（声楽家、オペラ歌手、東京二期会）33期
- 愛那結梨（舞台女優、元宝塚歌劇団月組）
- 今村美乃（女優）41期
- 港家小ゆき（浪曲師）
- 嶺豪一（俳優）
- 鶴田真希（声優）

### マスコミ
- 池田達郎（NHKアナウンサー）20期
- 八幡美咲 （フリーアナウンサー）48期

### スポーツ
- 中川誠一郎（競輪選手）33期
- 大川創太郎（ラグビーユニオン選手）